# Torre dell’ Orologio
A Torre dell'Orologio avagy Óratorony egyike a tarantói Borgo Antico (óváros) legismertebb épületeinek. A Piazza Fontanán álló építmény a 18. században épült az egykori városi citadella egyik megmaradt bástyájának átalakításával. A nyolcszögletű alapépítmény 1799-re készült el, az óratorony viszont 1756-ban már állt. Az órát a 19. század végén szerelte be egy helyi órásmester, E.O. Caccialuppi. 1893-ban úfjították fel.